# Champagne (Weinbaugebiet)

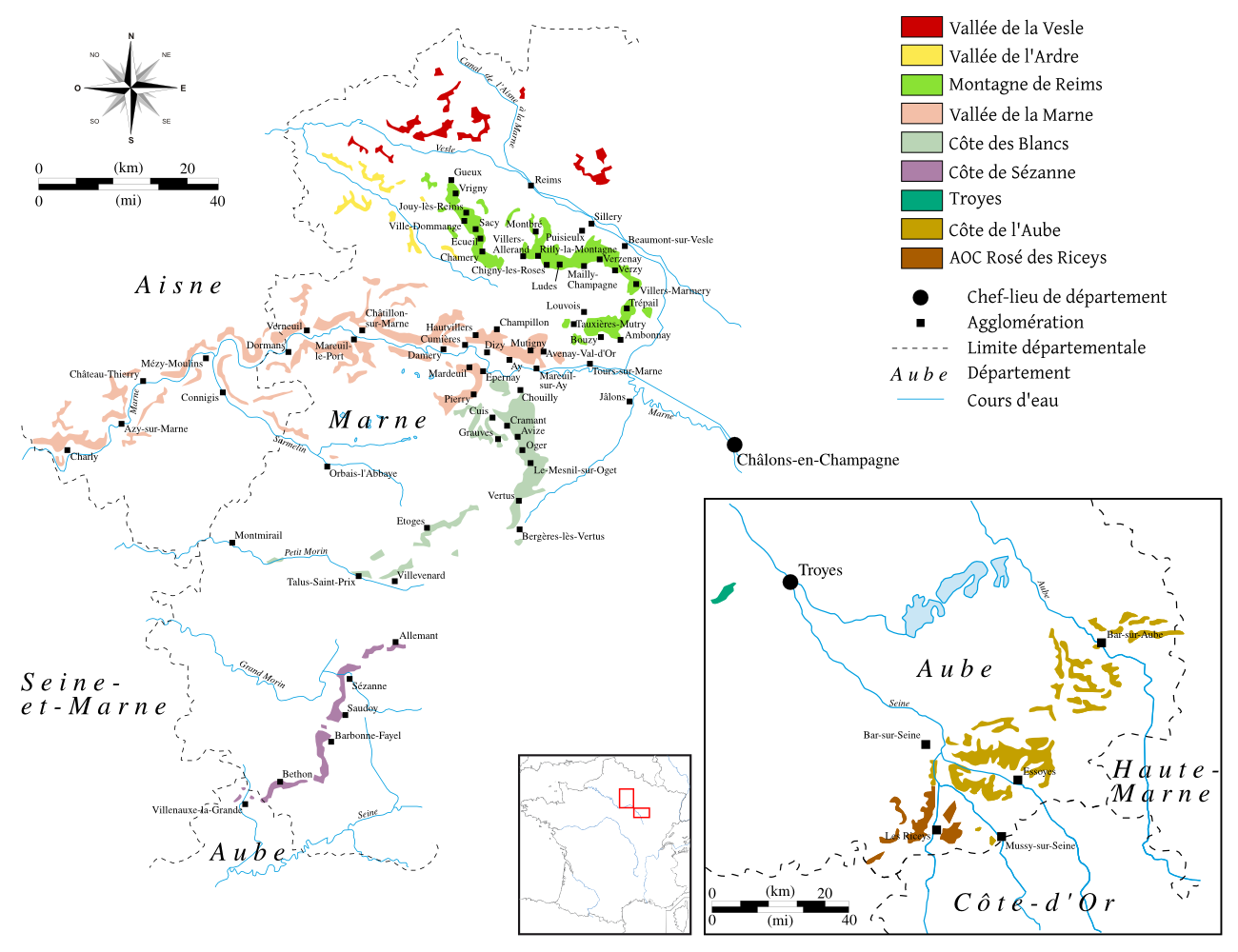
Zugelassenes Anbaugebiet für Champagner in Frankreich.

Weinberge im Tal der Marne bei Bonneil

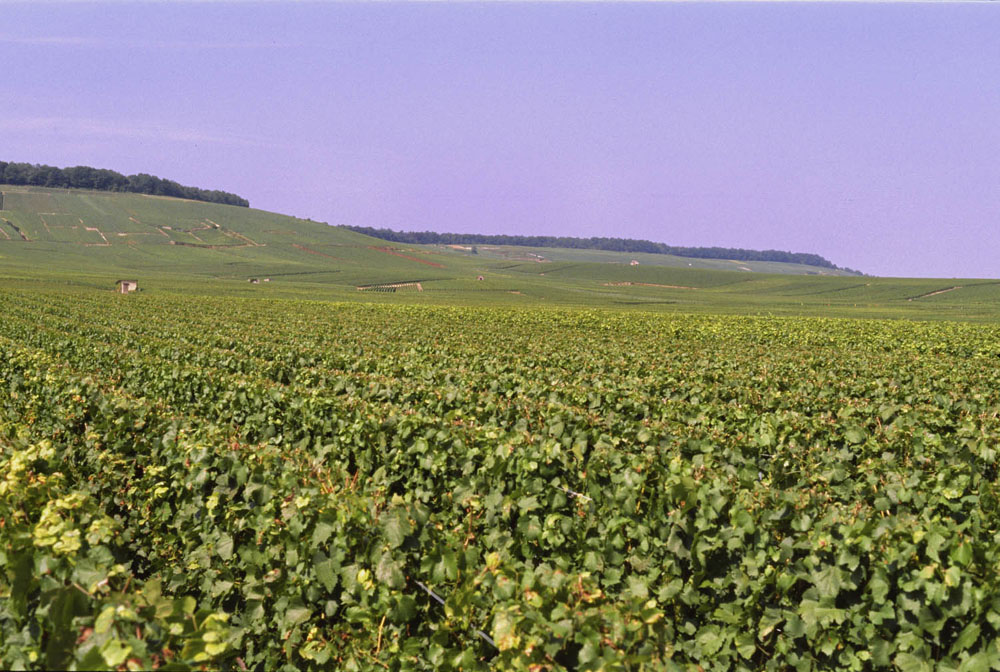
Weinberge der Côte des Blancs bei Vertus

Das Weinbaugebiet Champagne ist das für den Anbau der Grundweine des Champagners zugelassene Gebiet. Seine Ausdehnung wurde am 22. Juli 1927 festgelegt. Es ist nicht mit der administrativen Region Champagne-Ardenne bzw. der historischen Landschaft Champagne identisch, vielmehr umfasst es auch noch in den Regionen Picardie und Île-de-France gelegene Weinberge. Neben dem Champagner gibt es innerhalb der Weinbauregion noch zwei kleine Appellationen für Stillwein, die Côteaux Champenois und den Rosé des Riceys.
Das Anbaugebiet hat etwa 34.000 Hektar in fünf Départements: Marne, Aube, Aisne, Haute-Marne und Seine-et-Marne, wobei in den beiden letzteren nur sehr kleine Rebflächen liegen. Im Jahr 2002 waren 32.710 ha bestockt, von diesen standen 30.891 ha im Ertrag. Eine Ausweitung des Anbaugebietes auf 357 Gemeinden wurde beschlossen. Die Festlegung der zugelassenen Parzellen war für das Jahr 2015 geplant, Champagner-Trauben können dort seit 2017 gelesen werden. 'Blaupause' für die Ausweitung war die AOC-Zulassung von 30 Hektar in der Gemeinde Fontaine-sur-Ay im Jahr 1995 nach dreizehnjährigem Rechtsstreit.
Die Weinlagen und Weinanbaugebiete der Champagne stehen seit 2015 unter dem Schutz des Weltkulturerbes der UNESCO.

## Klima und Boden
Mit der Lage zwischen dem 48° und 49,5° nördlicher Breite liegt die Champagne an der Nordgrenze des Weinbaus. Das Klima ist semi-kontinental mit ozeanischen Einflüssen. Die jährliche Niederschlagsmenge ist mit 650 bis 700 mm recht moderat. Die Sonnenscheindauer beträgt durchschnittlich 1.650 Stunden, wovon ein Viertel auf Juli und August entfällt. In der Summe hat das Klima der Champagne eine recht langsame Reifung der Trauben zur Folge, was Frische und Finesse des Champagners fördert. Dazu kommt, dass für den Grundwein ein natürlicher Alkoholgehalt von 11 Vol.-% völlig ausreicht, da für die zweite Gärung in der Flasche (siehe Flaschengärung) Zucker zugesetzt wird.
Die Champagne ist bekannt für ihren Boden aus Belemnit-Kreide. Dieser aus der Oberen Kreidezeit stammende Bodentyp findet sich im Herzen des Anbaugebietes zwischen der Montagne de Reims und der Côte des Blancs. Er speichert die Feuchtigkeit sehr gut und leitet gleichwohl überschüssiges Wasser nach unten ab. Ebenfalls kalkhaltige Böden, aber mit mehr Lehm vermischt, finden sich im Süden des Weinbaugebietes in der Côte des Bar. Sie entstammen der geologischen Formation des Kimmeridgium aus dem Oberen Jura, ähnlich wie in der Gegend um Chablis. Geologisch deutlich jünger sind die Böden im Tal der Marne. Sie sind sandig-lehmig und stammen aus dem Paläogen. Im Mittel sind die Hänge dort steiler als in den vom Kalkgestein geprägten Gebieten.

## Rebsorten
In der Champagne werden im Wesentlichen drei Rebsorten angebaut, deren Wahl vor allem vom Boden bestimmt wird. Der Kreideboden mit seiner guten Wasserregulierung kommt vor allem dem Chardonnay entgegen, der 28 % der Anbaufläche stellt. Auf den härteren und schwereren Böden der Montagne de Reims und des Département Aube gedeiht der Pinot Noir mit insgesamt 39 % Anteil besonders gut. Die Lehmböden des Marnetals sagen dem Pinot Meunier zu, der die übrigen 33 % stellt.
Im Jahr 2002 waren 91 ha oder 0,3 % der Anbaufläche mit den übrigen zugelassenen Rebsorten bestockt, 2008 offiziell 86 ha mit den weißen Sorten neben dem Chardonnay (9599 ha). Dies sind der Weißburgunder (ca. 80 ha) und die fast verschwundenen Rebsorten Petit Meslier  (ca. 3 ha), Arbane  (ca. 1–2 ha) sowie der Grauburgunder, der hier Fromenteau heißt (ca. 1 ha). Mit dem Jahrgang 2023 wird eine Verwendung von maximal 5 % der interspezifischen Rebsorte Voltis erlaubt. Diese PIWI-Sorte erlaubt eine starke Einschränkung beim Gebrauch von Fungiziden. Im Jahr 2024 kam es zu einem stark beschleunigten Befall von Rebstöcken mit der Rebkrankheit Goldgelbe Vergilbung. Diese Krankheit wird Über die Amerikanische Rebzikade verbreitet.

## Gebietseinteilung
Das Gebiet ist in 20 natürliche Regionen eingeteilt, die jeweils recht homogene Terroirs haben. Diese sind in sechs Großregionen zusammengefasst.
Die größten Kellereien befinden sich zwar in den Städten Reims und Épernay;
als Herz des Weinbaugebietes mit den besten Lagen gelten jedoch die Regionen Verzenay und Bouzy-Ambonnay im östlichen bzw. südlichen Teil der Montagne de Reims, die Côte des Blancs mit den Orten Avize und Oger sowie das Grande Vallée de la Marne um Aÿ. Hier liegen alle als Grand Cru eingestuften Weinbaugemeinden (siehe unten).
| Großregion                 | Region | Rebfläche (ha)                            | Rebsorten |
| -------------------------- | --- | ----------------------------------------- | --- |
|                            | Massif de Saint-Thierry Vallée de l’Ardre | 989 900                                   | Pinot Noir und Pinot Meunier 75 % Pinot Meunier                                                               |
| Montagne de Reims          | Région d’Ecueil Région de Chigny-les-Roses Région de Verzenay Région de Trépail – Nogent de l’Abbesse Région de Bouzy – Ambonnay                                                                   | 1.600 zusammen 2.360 950 1.100            | 65 % Pinot Meunier 45 % Pinot Meunier, 30 % Pinot Noir 80 % Pinot Noir überwiegend Chardonnay 75 % Pinot Noir |
| Vallée de la Marne         | Grande Vallée de la Marne Région d’Épernay Vallée de la Marne (rive droite) Vallée de la Marne (rive gauche) Région de Condé-en-Brie Région est de Château-Thierry Région ouest de Château-Thierry | 1.876 1.240 zusammen 5.152 zusammen 2.989 | 60 % Pinot Noir, 20 % Pinot Meunier 75–80 % Pinot Meunier                                                     |
| Côte des Blancs            | Côte des Blancs | 3.150                                     | über 95 % Chardonnay                                                                                          |
| Petit Morin et Grand Morin | Région de Congy-Villevenard Région de Sézanne | 1.013 1.382                               | über 50 % Pinot Meunier über 75 % Chardonnay                                                                  |
| Côte de Champagne          | Région de Vitry-le-François | 343                                       | Chardonnay |
| Côte des Bar               | Bar Séquanais Bar-sur-Aubois | zusammen 7.099                            | über 85 % Pinot Noir                                                                                          |
|                            | Champagne insgesamt | ca. 32.700                                | 38 % Pinot Noir, 34 % Pinot Meunier, 28 % Chardonnay                                                          |

## Klassifizierung der Gemeinden
Die meisten Weinbauern in der Champagne stellen keinen eigenen Champagner her, sondern verkaufen ihre Trauben an die großen Champagnerhäuser oder Winzergenossenschaften. Je nach Qualitätspotenzial der Weinberge erzielten die Trauben dabei in der Vergangenheit unterschiedlich hohe Preise. Die Erfahrungswerte der Courtiers genannten Traubenmakler bildeten den Ausgangspunkt der Klassifizierung der Champagner-Weinberge auf einer Prozent-Skala. Sie wurde ständig verfeinert und 1911 schriftlich fixiert. Entsprechend dem Verhältnis des tatsächlichen zum maximal erzielbaren Traubenpreises wurden alle Gemeinden auf einer von 80 % bis 100 % reichenden Skala (échelle des crus) eingestuft. Zwischen den einzelnen Lagen in den Gemeinden wird – anders als etwa im Burgund – nicht weiter differenziert. In einigen Gemeinden gibt es aber Unterschiede in der Einstufung zwischen roten und weißen Rebsorten. 1999 wurde die Bestimmung der Traubenpreise nach dem Prozent-Verfahren abgeschafft.
Die mit 100 % eingestuften Gemeinden dürfen die Bezeichnung Grand Cru führen. Zwischen 90 und 99 % gilt eine Gemeinde als Premier Cru. Von den zurzeit 324 Weinbaugemeinden der Champagne sind 17 als Grand Cru und 44 als Premier Cru eingestuft. Die Grand-Cru-Gemeinden stellen mit ca. 4.400 ha 13,5 % der gesamten Rebfläche. Im Einzelnen sind dies:
| Montagne de Reims                                          | Montagne de Reims                                | Vallée de la Marne | Côte des Blancs                                     |
| Ambonnay Beaumont-sur-Vesle Bouzy Louvois Mailly-Champagne | Puisieulx Sillery Tours-sur-Marne Verzenay Verzy | Aÿ                 | Avize Chouilly Cramant Le Mesnil-sur-Oger Oger Oiry |

Die folgenden Gemeinden mit einer Ertragsfläche von ca. 6.000 ha (18,3 % der Gesamtfläche) dürfen ihre Gewächse als Premier Cru bezeichnen (nach Einstufung sortiert):
- 99 %: Mareuil-sur-Aÿ, Tauxières-Mutry

- 95 %: Bergères-lès-Vertus (weiße Trauben), Billy-le-Grand, Bisseuil, Chouilly (rote Trauben), Cuis (weiße Trauben), Dizy, Grauves (weiße Trauben), Trépail, Vaudemanges, Vertus, Villeneuve-Renneville, Villiers-Marmery, Voipreux

- 94 %: Chigny-les-Roses, Cormontreuil, Ludes, Montbré, Rilly-la-Montagne, Taissy, Trois-Puits

- 93 %: Avenay-Val-d’Or, Champillon, Cumières, Hautvillers, Mutigny

- 90 %: Chamery, Coulommes-la-Montagne, Coligny (weiße Trauben), Cuis (rote Trauben), Ecueil, Etréchy (weiße Trauben), Grauves (rote Trauben), Jouy-lès-Reims, Les Mesneux, Pargny-lès-Reims, Pierry, Sacy, Sermiers, Tours-sur-Marne (weiße Trauben), Villedomange, Villiers-Allerand, Villiers-au-Noeuds, Vrigny.

Alle übrigen Gemeinden des Anbaugebiets Champagne gehören in die Gruppe zwischen 80 % und 89 % (terroir non classé). Aus Weinbaugemeinden mit einer Bewertung unter 80 % dürfen keine Trauben zur Herstellung von Champagner verwendet werden.
Von den Anbauflächen der Grands Crus und Premiers Crus entfallen etwa 45 % auf Chardonnay sowie 36 % auf Pinot Noir und 19 % auf Pinot Meunier.
Stammt der Grundwein eines Champagners ausschließlich aus Grand-Cru- oder Premier-Cru-Gemeinden, so darf dies jeweils auf dem Etikett vermerkt werden. Viele Spitzencuvées der großen Champagnerhäuser werden ausschließlich aus Grand-Cru-Lagen gewonnen.